# Die
Die (occitanska: Diá) är en kommun i departementet Drôme i regionen Auvergne-Rhône-Alpes i sydöstra Frankrike. Kommunen ligger i kantonen Die som tillhör arrondissementet Die. År 2022 hade Die 4 796 invånare.

## Befolkningsutveckling
Antalet invånare i kommunen Die
Referens:INSEE